# Potamites ecpleopus
Potamites ecpleopus är en ödleart som beskrevs av  Cope 1876. Potamites ecpleopus ingår i släktet Potamites och familjen Gymnophthalmidae. Inga underarter finns listade i Catalogue of Life.